# Sandy Paillot
Pour les articles homonymes, voir Paillot.
Sandy Paillot est un footballeur français né le 27 février 1987 à Lyon. Fils de l'ancien joueur pro Patrick Paillot, Sandy joue au poste de défenseur central. Il joue actuellement au FC Fleury 91.

## Biographie
Formé à l'Olympique lyonnais, c'est en 2007 qu'il signe son premier contrat professionnel. En juillet de la même année il participe à la Peace Cup, où il fait son apparition à tous les matchs.
Le 6 janvier 2008, il joue son premier match avec le groupe professionnel en remplaçant Sébastien Squillaci à la mi-temps du 32e de finale de coupe de France contre l'US Créteil-Lusitanos.
Il est prêté au Grenoble Foot 38 (Ligue 2) lors du mercato hivernal 2008. Il devient titulaire au sein de l'effectif de Mécha Bazdarevic en défense centrale à la suite de la blessure de Maxence Flachez. Il signe définitivement au GF38, pour quatre saisons, le 30 juin 2009, devenant le plus gros transfert de l'histoire du club.
Le 16 décembre 2011, le site officiel du SAS Épinal (club de National) annonce sa signature. Laissé libre à la fin de son contrat durant l'été 2012, il signe de nouveau à Épinal en janvier 2013 pour six mois.
En 32e de finale de coupe de France en janvier 2013, il va battre son club formateur l'Olympique Lyonnais, avec son équipe d’Épinal.
Lors de la saison 2015-2016, Sandy Paillot rejoint le club du SO Cholet (CFA). Lors de sa première saison, minée par les blessures, il ne dispute que onze rencontres. Il dispute 27 des 28 rencontres de championnat et inscrit trois buts lors de la saison 2016/2017. Il participe donc activement à la montée de son club en National, le troisième échelon du football français. Il dispute également une rencontre de Coupe de France.

## Carrière
- 1999-2007 :  Olympique lyonnais (jeunes puis CFA)
- 2007- janv. 2008 :  Olympique lyonnais avec l'équipe première
  - janv. 2008-2009 :  Grenoble Foot 38 (prêt)
- 2009-2011 :  Grenoble Foot 38
- 2011-2012 :  SAS Épinal
- jan. 2013-2013 :  SAS Épinal
- 2013-2014 :  Paris FC
- 2014-2015 :  Limoges FC
- Depuis 2015 :  SO Cholet[2]

## Palmarès
International
- Vainqueur du Festival International Espoirs de Toulon en 2007 avec l'équipe de France espoirs.

National
- Champion de France des 18 ans en 2005 avec l'Olympique lyonnais.
- Finaliste de la Coupe Gambardella en 2005 avec l'Olympique lyonnais.
- Vainqueur de la Peace Cup en 2007 avec l'Olympique lyonnais.
- Champion de France en 2008 avec l'Olympique lyonnais.

## Sélections
- International espoirs français